# ألبرشت ديتز
ألبرشت ديتز (بالألمانية: Albrecht Dietz) هو اقتصادي ورائد أعمال ألماني، ولد في 11 مارس 1926 في درسدن في ألمانيا، وتوفي في 21 مارس 2012 في Bergen-Enkheim ‏ في ألمانيا.